# LG G2
Le LG G2 est le smartphone 2013 haut de gamme de LG Electronics de la série LG Optimus (en). Il est décliné en version allégée, LG G2 Mini, et en version plus grande, LG G Pro 2.

## Historique
Il succède au LG Optimus G et précède le LG G3 sorti l'année suivante. Il a été dévoilé lors d'une conférence de presse à New York le 7 août 2013 et a été commercialisé en septembre 2013.
Il se distingue d'une part par ses boutons placés, non pas sur la tranche, mais en face arrière sous la lentille de l'appareil photo, et d'autre part par son écran 5,2" entouré de bords très fins.
Fin 2013, le smartphone s'est vendu à environ 3 millions d'exemplaires de par le monde.
Le G2 Mini est une version plus petite et allégée du LG G2 original ; il a un design similaire mais avec un écran plus petit et certains composants plus simples. Il n'a pas la LED d'état, ni le senseur de lumière. Il a été présenté au Mobile World Congress le 23 février 2014,, aux côtés du G Pro 2, une variante un peu plus grande.